# جاك رام
جاك رام (بالإنجليزية: Jack Ram) هو لاعب اتحاد الرغبي نيوزلندي، ولد في 14 يناير 1987 في سيدني في أستراليا. يلعب في فريق نيو إنجلاند فري جاكز في دوري الرغبي الرئيسي (MLR).
مثل فريق تونجا للسباعيات ومنتخب تونجا الوطني للرجبي بين عامي 2009-2015.

## بدايات حباته
والد رام هو هندي فيجي ومن تافوا. والدته من تونغا وتزوجا في أستراليا حيث ولد رام هناك، وانتقل والداه إلى تونغا عندما كان في الثالثة من عمره لبدء عملا تجاريا هناك. لعب مع ليفينغامالي للرغبي ومثل فريق تونجا تحت 19 عام في 2006. 

## المسيرة
انضم إلى نادي ليفينغامالي للرجبي في 2005. في 2009 ، لعب في كأس المحيط الهادئ للرجبي لصالح تاوتاهي غولد. في نفس العام، تم إدخاله في فريق توغا للسباعيات. جاء أحد أكبر انتصاراته في عام 2012 عندما سجل محاولة لمساعدة تونجا على الفوز على فريق فيجي للسباعيات لأول مرة في التاريخ في ويلينجتون سيفينز 2012.  انضم إلى نادي كيريكيري للرجبي في عام 2011. ومثل نورثلاند في كأس ITM 2012. أدت إصابة شديدة في الركبة إلى تهميشه في معظم مباريات كأس ITM 2013.
في سبتمبر 2014، ساعد أداؤه المتميز فريق نورثلاند على هزيمة أوتاجو في كأس ITM 2014. في يونيو 2015، بعد أن تعرض البلوز لإصابات متعددة، تم استدعاء رام من مقاعد البدلاء في مباراة سوبر الرجبي الأخيرة في لعبة الركبي 2015 ضد فريق هايلاندرز.
في ديسمبر 2017، وقع رام مع نادي دونكاستر نايتس الإنجليزي في بطولة RFU خلال الفترة المتبقية من موسم 2017-18. في 12 أبريل 2018، وقع رام مع منافسه في بطولة كوفنتري قبل موسم 2018-19.
في 18 أغسطس 2020، سافر رام إلى الولايات المتحدة للانضمام إلى نيو إنجلاند فري جاكز في مسابقة الدوري الأمريكي للرجبي قبل موسم 2020-21.

## المسيرة الدولية
ظهر لأول مرة دوليًا مع تونغا في كأس العالم للرجبي في المحيط الهادئ 2015 ضد الولايات المتحدة في تورنتو. ثم تم ضمه إلى فريق تونجا إلى كأس العالم للرغبي 2015. خرج من مقاعد البدلاء ضد جورجيا ليحل محل الكابتن المصاب نيلي لاتو. بدأ ضد ناميبيا بعد 10 أيام وسجل هدفين وصنع آخر للجناح تيلوسا فيينو. حصل على جائزة رجل المباراة في تلك المباراة.

## وصلات خارجية
- جاك رام على موقع سلسلة سباعيات الرغبي العالمية - رجال (الإنجليزية)
- جاك رام عل موقع إسبنسكروم (الإنجليزية)
- جاك رام على موقع ItsRugby.co.uk (الإنجليزية)